# Verrières (Marne)
Verrières és un municipi francès, situat al departament del Marne i a la regió del Gran Est. L'any 2007 tenia 408 habitants.

## Demografia

### Població
El 2007 la població de fet de Verrières era de 408 persones. Hi havia 168 famílies, de les quals 44 eren unipersonals (8 homes vivint sols i 36 dones vivint soles), 68 parelles sense fills i 56 parelles amb fills.
La població ha evolucionat segons el següent gràfic:
Habitants censats

### Habitatges
El 2007 hi havia 195 habitatges, 171 eren l'habitatge principal de la família, 18 eren segones residències i 6 estaven desocupats. Tots els 195 habitatges eren cases. Dels 171 habitatges principals, 150 estaven ocupats pels seus propietaris, 19 estaven llogats i ocupats pels llogaters i 2 estaven cedits a títol gratuït; 1 tenia dues cambres, 15 en tenien tres, 37 en tenien quatre i 118 en tenien cinc o més. 140 habitatges disposaven pel capbaix d'una plaça de pàrquing. A 61 habitatges hi havia un automòbil i a 95 n'hi havia dos o més.

### Piràmide de població
La piràmide de població per edats i sexe el 2009 era:
| Homes | Edats   | Dones |
| ----- | ------- | ----- |
| 0     | 95 o +  | 0     |
| 0     | 90 a 94 | 0     |
| 0     | 85 a 89 | 4     |
| 8     | 80 a 84 | 8     |
| 0     | 75 a 79 | 12    |
| 8     | 70 a 74 | 4     |
| 16    | 65 a 69 | 12    |
| 12    | 60 a 64 | 4     |
| 8     | 55 a 59 | 16    |
| 20    | 50 a 54 | 20    |
| 12    | 45 a 49 | 24    |
| 24    | 40 a 44 | 16    |
| 16    | 35 a 39 | 12    |
| 4     | 30 a 34 | 8     |
| 8     | 25 a 29 | 8     |
| 4     | 20 a 24 | 4     |
| 24    | 15 a 19 | 8     |
| 20    | 10 a 14 | 20    |
| 8     | 5 a 9   | 0     |
| 4     | 0 a 4   | 4     |

## Economia
El 2007 la població en edat de treballar era de 264 persones, 190 eren actives i 74 eren inactives. De les 190 persones actives 179 estaven ocupades (101 homes i 78 dones) i 11 estaven aturades (4 homes i 7 dones). De les 74 persones inactives 37 estaven jubilades, 21 estaven estudiant i 16 estaven classificades com a «altres inactius».

### Ingressos
El 2009 a Verrières hi havia 170 unitats fiscals que integraven 410 persones, la mediana anual d'ingressos fiscals per persona era de 18.748 €.

### Activitats econòmiques
Dels 5 establiments que hi havia el 2007, 1 era d'una empresa de fabricació d'altres productes industrials, 1 d'una empresa de construcció, 1 d'una empresa de comerç i reparació d'automòbils, 1 d'una entitat de l'administració pública i 1 d'una empresa classificada com a «altres activitats de serveis».
Dels 3 establiments de servei als particulars que hi havia el 2009, 1 era un taller de reparació d'automòbils i de material agrícola, 1 guixaire pintor i 1 empresa de construcció.
L'any 2000 a Verrières hi havia 5 explotacions agrícoles.

## Equipaments sanitaris i escolars
El 2009 hi havia una escola elemental integrada dins d'un grup escolar amb les comunes properes formant una escola dispersa.

## Poblacions més properes
El següent diagrama mostra les poblacions més properes.